# Шантарские острова (национальный парк)

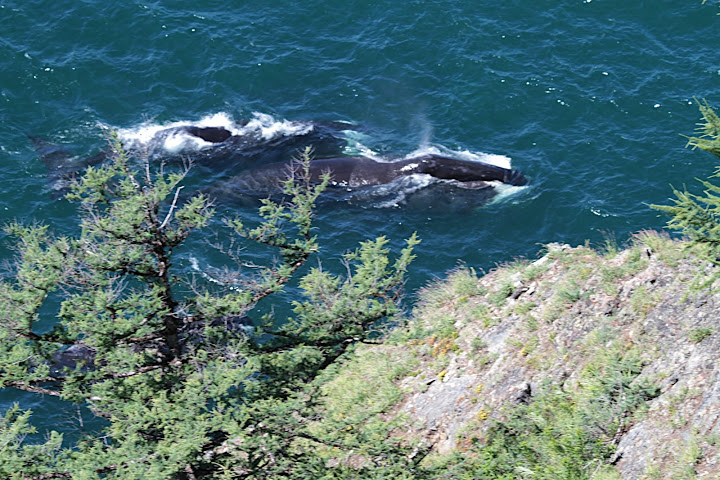
Гренландский кит в проливе Линдгольма

Национа́льный парк «Шанта́рские острова́» — национальный парк России, учреждённый 30 декабря 2013 года c целью сохранения уникальных природных комплексов на Шантарских островах в Охотском море. 
Национальный парк находится в ведении Министерства природных ресурсов и экологии России, филиал ФГБУ «Заповедное Приамурье». Директор национального парка — Насонов Иван Анатольевич.

## География
Национальный парк расположен в восточной части Охотского моря, административно входит в состав Хабаровского края. Общая площадь парка составляет 5155 км², в том числе земли лесного фонда в Тугуро-Чумиканском районе — 2412 км², земли водного фонда — 2743 км² в акватории Охотского моря.

## История
Данный статус острова́ и прилегающая к ним акватория не могли получить более 40 лет.
По словам члена-корреспондента РАН Бориса Воронова, первые попытки организовать на данной территории заповедник относятся к 1975 году. В 1999 было принято постановление № 249 об организации природного государственного заказника «Шантарские острова». Далее на протяжении 15 лет велась работа над созданием национального парка, в которой активное участие принимали учёные, общественные организации и экологи. Однако ущерб от деятельности браконьеров в регионе ощущается и сейчас. По словам учёного-орнитолога Владимира Пронкевича, браконьерством «не брезгуют» даже современные туристы.
Шантарские острова были включены в правительственные планы развития системы особо охраняемых природных территорий федерального значения с 2001 года.
Председатель общественного комитета «Спасение Шантарских островов» (Хабаровск) при ВООПИиК Геннадий Басюк в 2011 году написал три письма В. В. Путину, выражая в них тревогу за судьбу Шантар. В них он говорил о необходимости решить вопрос об охране водных рубежей России, о силовой охране Шантарских островов и всего Охотоморья. В январе 2013 года срочно созвал пресс-конференцию, заявив, что на часть территории было наложено обременение, точнее, земля самого крупного острова архипелага — Большой Шантар — стояла в аренде у частной структуры и срок ее заканчивается, территорию выставили на продление аренды. После пресс-конференции аренду не продлили, в том же году появился нацпарк.
По состоянию на лето 2014 года национальный парк существует «только на бумаге», однако в скором времени на островах должны появиться егеря и учёные, планируется отремонтировать и ввести в строй взлётно-посадочную полосу, со временем должны появиться экологические тропы. Численность сотрудников национального парка будет составлять около 30 человек.
В октябре 2016 года на острова впервые с момента организации национального парка отправилась группа учёных.
В том же году на острова была снаряжена рабочая экспедиция специалистов экологической службы штаба материально-технического обеспечения Восточного военного округа и регионального экологического центра, была проведена оценка объёма работ по очистке территории. На 2017 год запланирована очистка острова Большой Шантар от крупногабаритного металлического мусора. По состоянию на 18 января 2017 года сформирован штат экологического взвода Восточного военного округа, подготовлена карта очистки территории. Осенью 2017 г. на остров будут доставлены 12 контейнеров с оборудованием для обработки металлического мусора прямо на месте (резка и прессовка металла). Всего на острове обнаружено около 2 тысяч металлических бочек и несколько единиц техники, подлежащих утилизации.
С лета 2017 года планируются круизные маршруты с заходом на территорию национального парка. Использование водного транспорта (против воздушного) должно значительно удешевить транспортную составляющую экскурсионного тура.

## Значение
Уникальные островные экосистемы Охотского моря представляют собой сочетание природных комплексов северной тайги и горной тундры с элементами самобытной флоры. На островах встречаются занесённые в Красные книги Российской Федерации и Хабаровского края редкие виды животных и растений, имеются лежбища ластоногих, в реке Средней острова Большой Шантар обитает рыба микижа — уникальная шантарская популяция этого вида, внесённого в Красную книгу России.
Крупные острова покрыты лиственничными и темнохвойными лесами, в которых произрастают ель сибирская, лиственница Гмелина, кедровый стланик, берёза. Встречаются заросли кедрового стланика.
На крупных островах обитают многие млекопитающие хищники: бурый медведь, волк, обыкновенная лисица, енотовидная собака, росомаха, выдра, горностай, ласка, соболь.
На архипелаге встречаются 11 видов морских птиц. Наиболее многочисленный вид — очковый чистик. Число особей и число колоний птиц значительно изменяется от года к году. Учёными отмечено, что в 1971, 1978 и 1982 годах число этих птиц, гнездящихся на архипелаге, достигало 18 000—20 000 пар. Самые крупные колонии численностью 7000 и 3000 пар располагались на островах Утичьем и Птичьем. В то же время в 1991—1992 годах только на Утичьем гнездилось 17 500 пар.
В акватории можно видеть подходящих довольно близко к берегам островов гренландских китов (см. фото).

## Адрес
Почтовый адрес: улица Ленина, дом № 3, город Николаевск-на-Амуре, Хабаровский край,  682469.